# 腹主动脉
腹主动脉（英語：abdominal aorta）是人体腹腔中最大的动脉。它是降主动脉的腹腔部分，由胸主动脉穿过主动脉裂孔延伸而来。
腹主动脉自T12椎体高度开始，随后分为多个分支，供应腹部和骨盆器官，最后在第4腰椎下缘分为左、右髂总动脉的两支。

## 结构
腹主动脉起始于膈肌水平，由主动脉裂孔穿过膈肌发出。准确地说，起始于膈肌之后第12胸椎的位置。随后沿腹部后壁向下，位于脊柱前侧，跟随腰椎的曲线向前凸起，前凸的峰值位于第三腰椎（L3）水平。
腹主动脉位于下腔静脉的左侧，并与之平行。随着腹主动脉不断分支，其直径逐渐变小。由于持续的压力，第11肋位置的横截面长度约为122毫米，而宽度仅为55毫米。
临床上可将腹主动脉分为两个部分：
1. 肾上腹主动脉（英語：suprarenal abdominal segment）或腹腔动脉（英語：paravisceral segment），位于膈肌之下、肾动脉之上。
2. 肾下腹主动脉（英語：infrarenal segment），位于肾动脉（英语：renal artery）之下，左、右髂总动脉两个分支之上。

### 分支
腹主动脉始于T12，终于L4椎体高度，并最终分叉为左右髂总动脉 ，此外的分支还包括：
| 分支动脉               | 椎骨位置   | 动脉类型 | 是否成对 | 前/后位 | 描述 |
| ---------------------- | ---------- | -------- | -------- | ------- | --- |
| 膈下動脈               | T12        | 壁支     | 是       | 后位    | 起源于腹腔动脉干之上、膈肌之下，分布于膈肌和腹璧。供应膈肌，并发出肾上腺上动脉。                                                                     |
| 腹腔动脉（腹腔动脉干） | T12        | 臟支     | 否       | 前位    | 粗而短的前支 |
| 上腸繫膜動脈           | L1         | 臟支     | 否       | 前位    | 位于腹腔动脉干的稍下方 |
| 中腎上腺動脈           | L1         | 臟支     | 是       | 后位    | 位于腹腔动脉干起点的下方，从两侧的膈肌外侧穿过，供应肾上腺。                                                                                         |
| 腎動脈                 | L1和L2之间 | 臟支     | 是       | 后位    | 起源于上肠系膜动脉下方。右侧肾动脉穿过下腔静脉后，到达右侧肾脏并分支；左侧肾动脉穿过左侧肾静脉，在肾门处分支。两侧动脉均发出下肾上腺动脉和輸尿管支。 |
| 性腺動脈               | L2         | 臟支     | 是       | 前位    | 女性为卵巢动脉，男性为睾丸动脉。 |
| 腰動脈                 | L1-L4      | 壁支     | 是       | 后位    | 两侧共有四对动脉供应腹壁和脊髓，以及一对髂腰动脉的腰分支。                                                                                           |
| 下腸繫膜動脈           | L3         | 臟支     | 否       | 前位    | 在第3腰椎高度由腹主动脉前壁发出，并向左下方伸展。 |
| 薦中動脈               | L4         | 壁支     | 否       | 后位    | 自腹主动脉的最低处中间发出。它是原始背主动脉的延续，在有尾巴的动物中比较大，但人类的较小。                                                           |
| 髂总动脉               | L4         | 终末     | 是       | 后位    | 腹主动脉的末端分支，为下肢和盆腔供应血液。 |

下腔静脉的汇合发生在L5（第五腰椎）位置，因此其位置在腹主动脉分叉位置的稍下方。

腹部和盆腔血管CT扫描的立体渲染

### 关系
腹主动脉位于身体中线略偏左侧的位置，前侧被小网膜和胃所覆盖，后侧为腹腔动脉的分支和腹腔丛。
往下，由脾静脉覆盖的是胰腺、左肾静脉、十二指肠的下段、奇静脉以及腹主动脉丛。
往后，由前纵韧带和左侧腰静脉将腹主动脉与其后侧的腰椎和椎间纤维软骨分开。
往右，上方为奇静脉、乳糜池和胸导管，右侧由膈肌脚隔开的是下腔静脉上部以及右腹腔神经节，而右侧下方与下腔静脉相贴近。
往左，为膈肌脚、左腹腔神经节、十二指肠升部和小肠的部分盘曲部分。

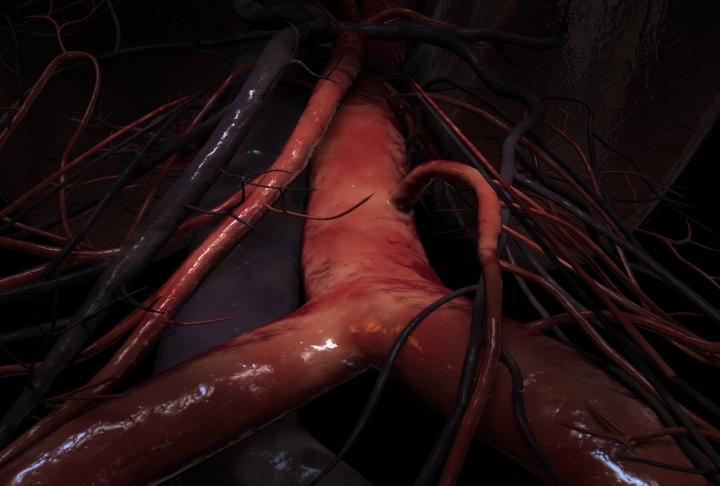
髂总动脉与腹主动脉交汇处的3D静态渲染图

### 下腔静脉
与腹主动脉对应的静脉为下腔静脉，其位于腹主动脉右侧的平行位置。
- 在脐以上，主动脉略微位于下腔静脉的后方，故腹主动脉发出的右肾动脉自下腔静脉后方穿过。而相对应地，下腔静脉发出的左肾静脉则从主动脉的前方穿过。
- 在脐以下，这一位置关系一般与之相反，腹主动脉发出的右髂总动脉从前侧跨过其对侧的相应静脉（即左髂总静脉）。

### 侧支循环
腹主动脉的侧支循环为胸内动脉和腹壁下动脉的吻合；当结扎点位于肠系膜上、下动脉之间时，可通过肠系膜上动脉与肠系膜下动脉直接的联系；更常见的情况是，当结扎点位于肠系膜下动脉起源以下时，可以通过肠系膜下动脉与阴部内动脉之间的吻合；也可通过腰动脉与髂内动脉的分支，形成侧支循环。

## 临床意义

### 动脉瘤
腹主动脉局部扩大，达到横径大于3公分或正常横径之50％时即为腹主动脉瘤，破裂時可导致腹部或背部疼痛、低血壓、甚至短暫失去意識等后果。

## 附图

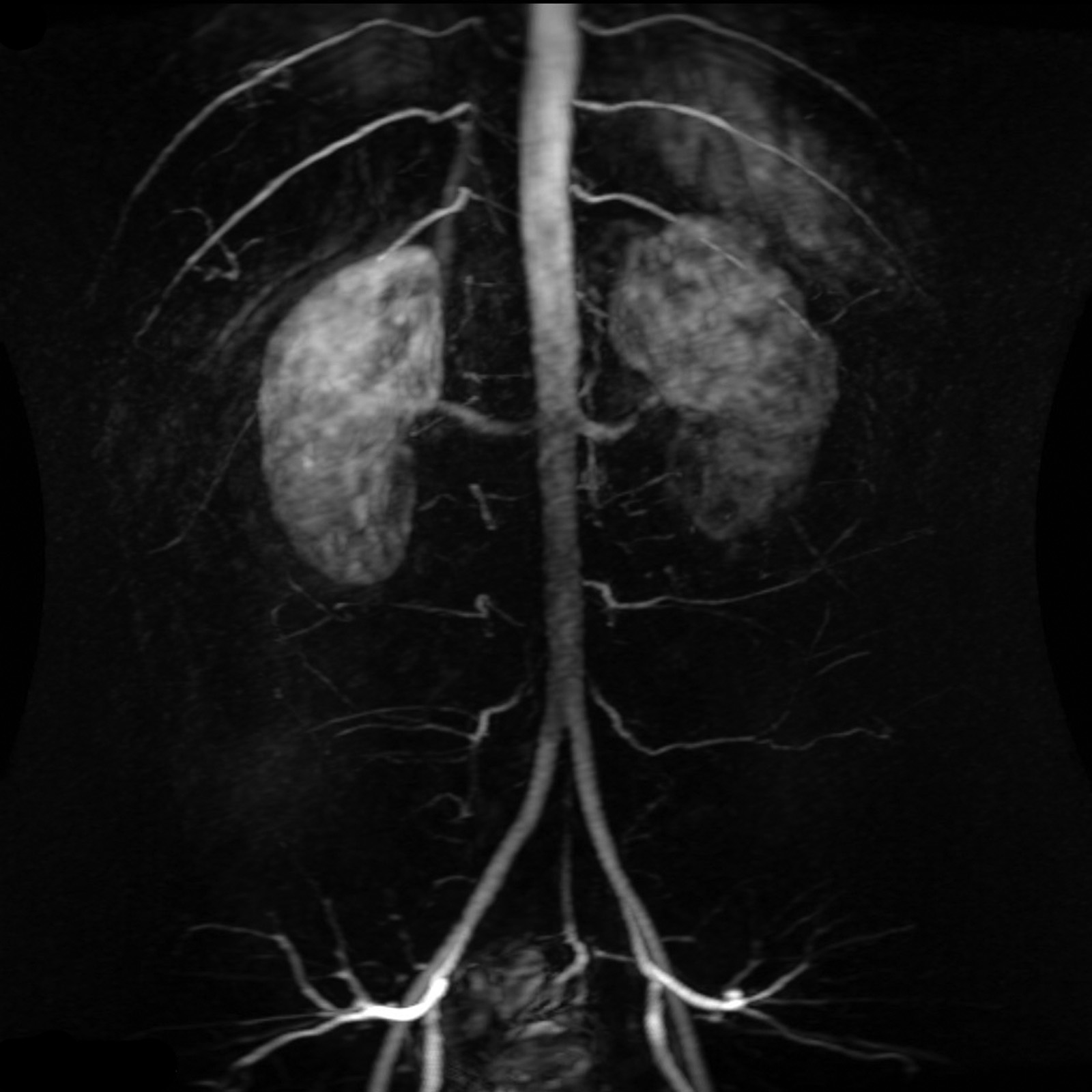
腹主动脉的对比增强MRA[6]，显示出腹主动脉及正常的成对动脉。
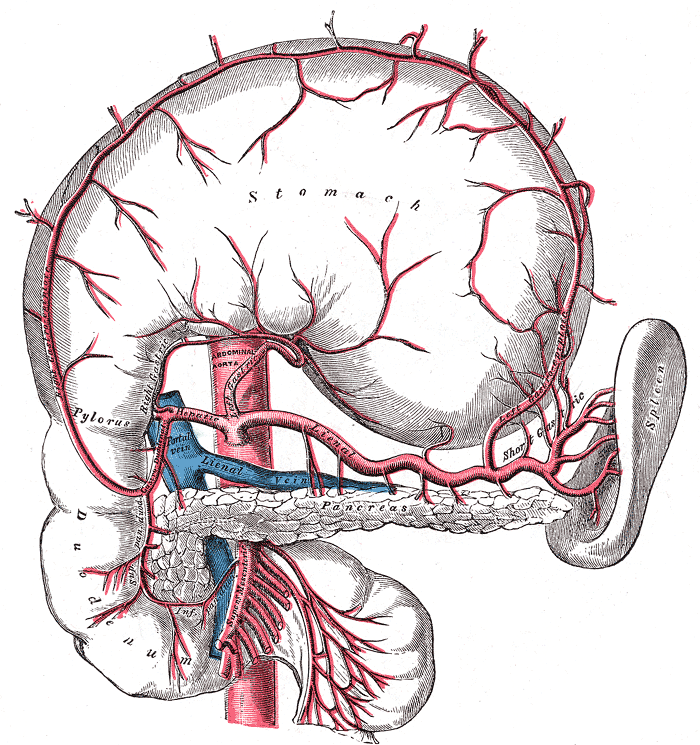
腹腔动脉及其分支，图中已提高胃的位置并隐藏腹膜。
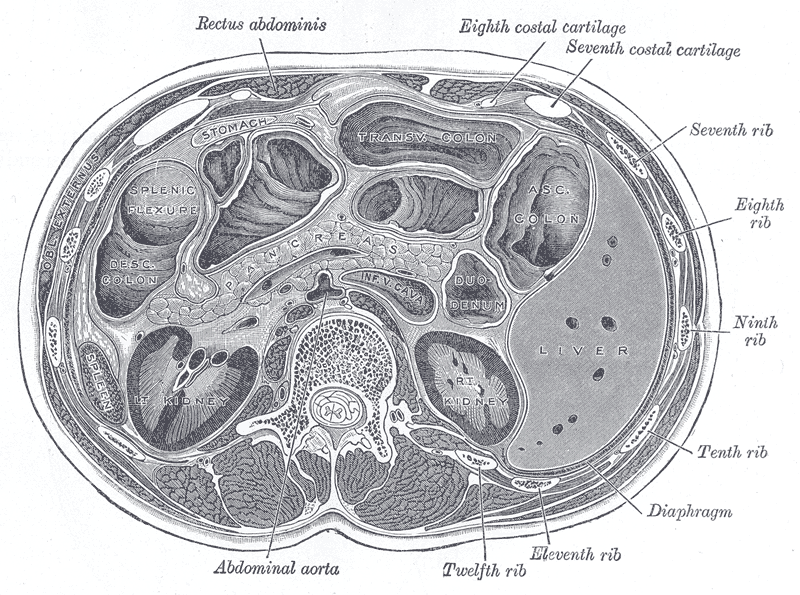
第一腰椎位置的横截面图，显示出胰腺的关系关系
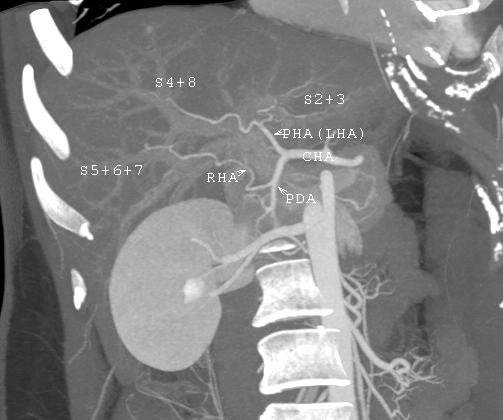
一张肝脏和肾脏的CT扫描图
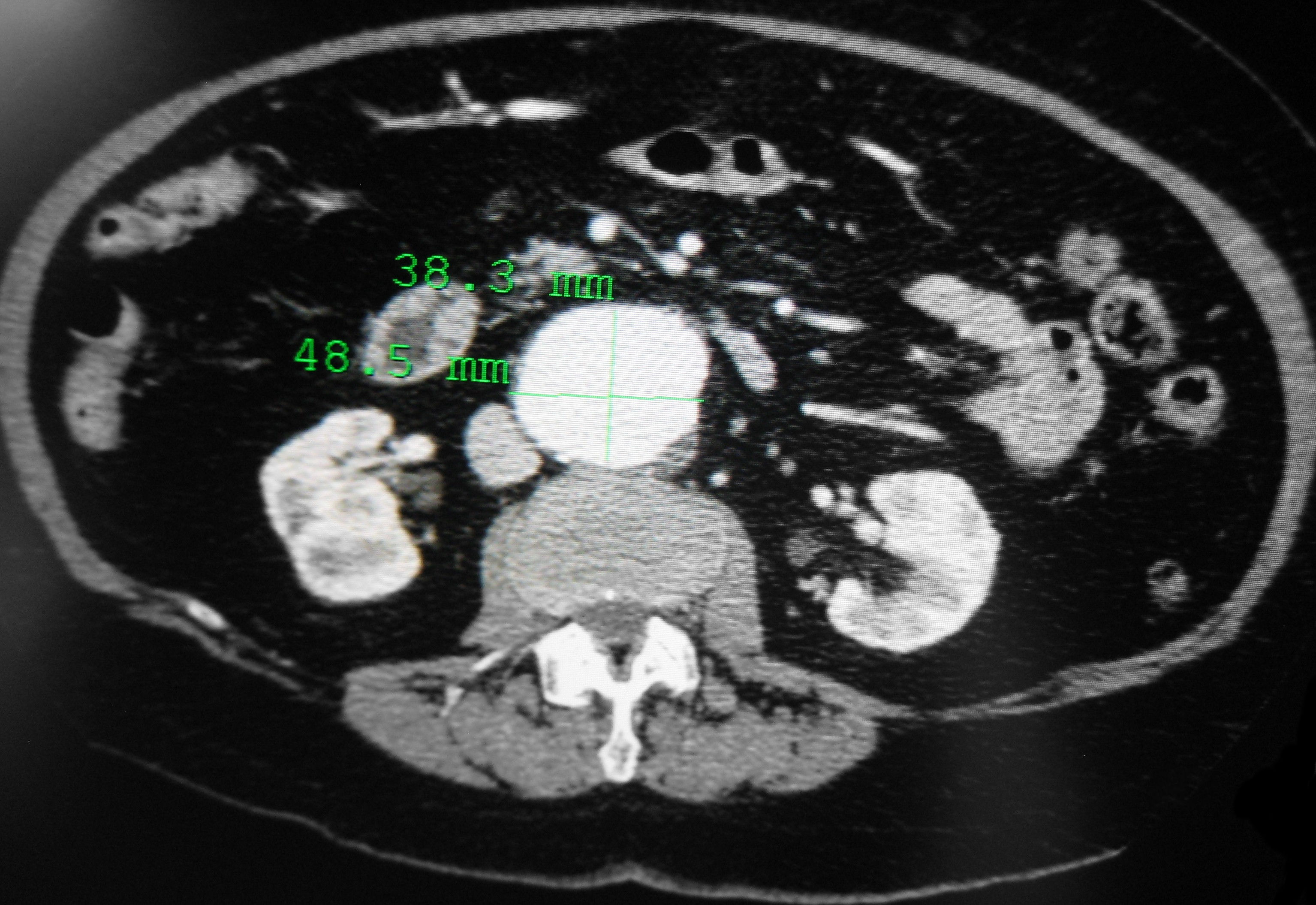
横断面增强CT扫描显示一个大小为4.8×3.8厘米的腹主动脉瘤。
在腹部超声检查（英语：abdominal ultrasonography）中（例如评估腹主动脉瘤时）对主动脉进行测量的标准方法为测量主动脉外壁之间的距离。 [7]
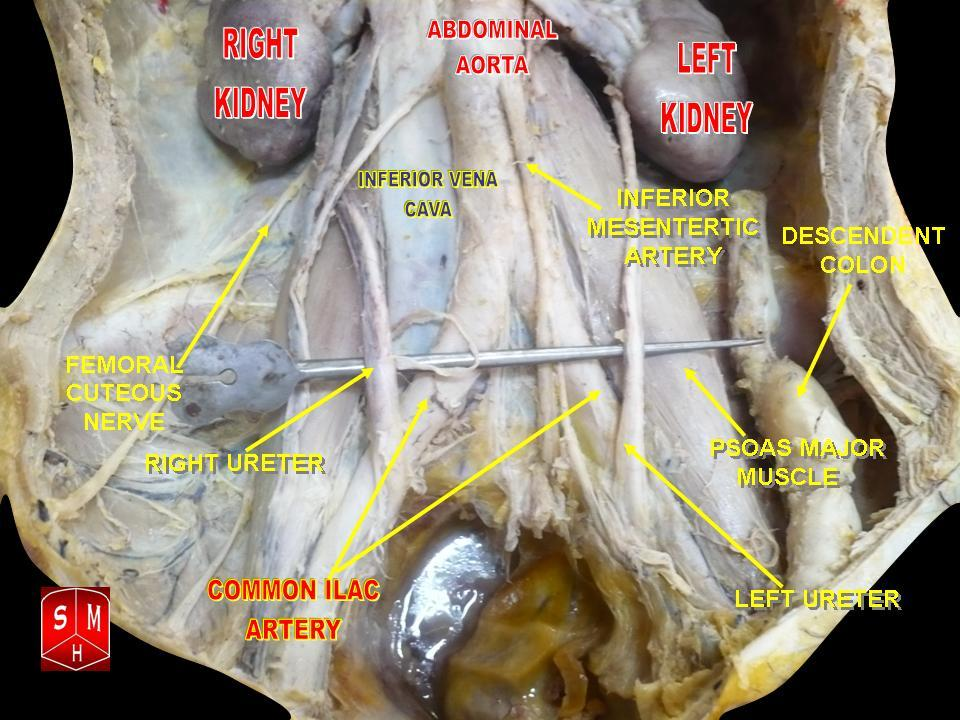
腹主动脉
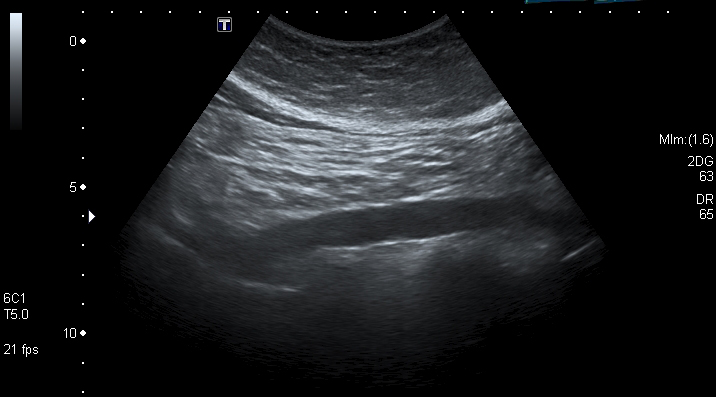
腹主动脉的超声扫描